# جوليان غلوفر
جوليان وايت غلوفر (بالإنجليزية: Julian Wyatt Glover)‏ (و. 1935 – م) هو ممثل، من المملكة المتحدة.

## التعليم
تعلم في الأكاديمية الملكية للفنون المسرحية، في تخصص تمثيل.

## جوائز
حصل على جوائز منها:
- قائد وسام الإمبراطورية البريطانية
- جائزة لورنس أوليفيه.

## وصلات خارجية
- جوليان غلوفر على موقع IMDb (الإنجليزية)
- جوليان غلوفر على موقع روتن توميتوز (الإنجليزية)
- جوليان غلوفر على موقع ألو سيني (الفرنسية)
- جوليان غلوفر على موقع ميوزك برينز (الإنجليزية)
- جوليان غلوفر على موقع تيرنر كلاسيك موفيز (الإنجليزية)
- جوليان غلوفر على موقع أول موفي (الإنجليزية)
- جوليان غلوفر على موقع قاعدة بيانات الأفلام السويدية (السويدية)
- جوليان غلوفر على موقع إن إن دي بي (الإنجليزية)
- جوليان غلوفر على موقع ديسكوغز (الإنجليزية)
- جوليان غلوفر على موقع قاعدة بيانات الفيلم (الإنجليزية)